# Dichrogaster tenerifae
Dichrogaster tenerifae là một loài tò vò trong họ Ichneumonidae.